# Museo Nacional de Historia Natural de Francia

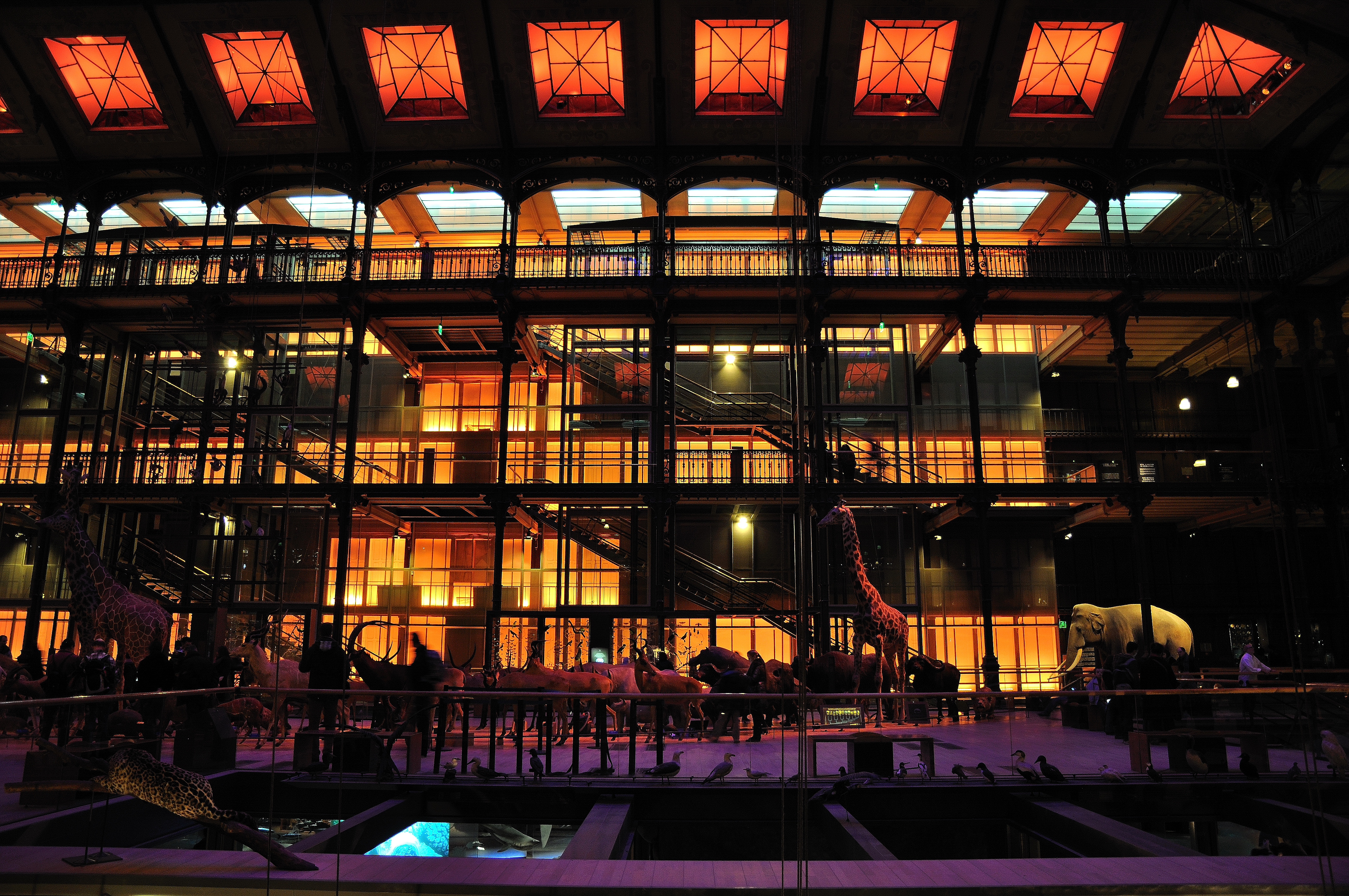
Ambientación de la nueva Galería de la Evolución, Museo National de Historia Natural, París, Francia.

El Museo Nacional de Historia Natural de Francia (del francés: Muséum national d'histoire naturelle) es el museo de historia natural de rango nacional de Francia. Se trata de una institución pública de investigación científica de nivel estatal y depende del Ministerio de Educación General, el Ministerio de Educación Superior y el Ministerio de Medio Ambiente. Sus funciones principales son la conservación de las colecciones científicas, la investigación científica, la educación superior y la difusión de la cultura científica en todo lo referente a la especialidad propia de la institución: la historia natural.

## Instalaciones y dependencias
A diferencia de muchos otros museos de historia natural, el museo nacional francés no es un único edificio destinado a contener simples colecciones de especímenes sino que es una institución dedicada tanto a la investigación científica como a la divulgación de los conocimientos científicos. Para ello dispone de numerosas instalaciones, laboratorios, museos y dependencias repartidos entre la capital (París) y diferentes ciudades de las provincias francesas.
- En París, forman parte del Museo Nacional de Historia Natural de Francia el Jardín de plantas (sede nacional del Museo), el Instituto de paleontología humana, el Museo del Hombre y el Parque Zoológico de París. A su vez, el Jardín de plantas contiene en él toda una serie de parterres y jardines especializados en especímenes botánicos vivos, así como un zoo (la Casa de Fieras del Jardín de Plantas), varios invernaderos de gran valor histórico, y un conjunto de edificios llamados «galerías» (galeries) que ofician como museos especializados: la Galería de Zoología (que en 1994 fue rebautizada como Gran Galería de la Evolución), la Galería de Mineralogía y de Geología, la Galería de Paleontología y de Anatomía Comparada y la Galería de Botánica.
- En provincias, forman parte del Museo Nacional de Historia Natural de Francia el Centro de Ecología General de Brunoy, el Arboreto de Chèvreloup, la Reserva Zoológica de la Haute-Touche, el Harmas de Fabre, la Estación de Biología Marina de Concarneau (contiene en ella un museo de acceso público llamado « Marinarium »), la Estación de Biología Marina de Dinard, una cueva prehistórica llamada «Abrigo Pataud» (abri Pataud, en la comuna de Les Eyzies-de-Tayac-Sireuil), el Jardín Botánico Alpino La Jaysinia (en los Alpes) y el Jardín Botánico de Val Rahmeh (situado sobre la costa francesa, muy cerca de la frontera con Italia).

Muchas de estas instalaciones están abiertas al público. Las más visitadas son esencialmente tres, y las tres están en el Jardín de Plantas, en París:
1. La Casa de Fieras del Jardín de Plantas (es el segundo parque zoológico más antiguo del mundo, el primero fue el Zoo de Viena)
2. La Galería de Paleontología y de Anatomía Comparada (por sus grandes esqueletos de vertebrados fósiles: dinosaurios, mamuts y megaterios, entre otros)
3. La Gran Galería de la Evolución (por sus numerosas colecciones de animales naturalizados)

Esta última, la Gran Galería de la Evolución, fue inaugurada en 1889 como la Galería de Zoología, pero permaneció cerrada durante casi 30 años, de 1966 a 1994. Con su renovación en 1994, el Museo Nacional la rebautizó como «Gran Galería de la Evolución», tras haber hecho de ella una prioridad en tanto que uno de los grandes proyectos del Estado. Los arquitectos Paul Chemetov y Borja Huidobro, asociados al escenógrafo René Allio y al arquitecto museógrafo Roberto Benavente, ganaron el concurso internacional organizado por el Ministerio de Educación Nacional. Se escogió el tema de la evolución como hilo conductor para la exposición de los especímenes. Los trabajos de renovación se efectuaron entre 1991 y 1994 y el costo de esta obra se elevó a 400 millones de francos.[cita requerida]

## Historia

### SiglosXVIIyXVIII

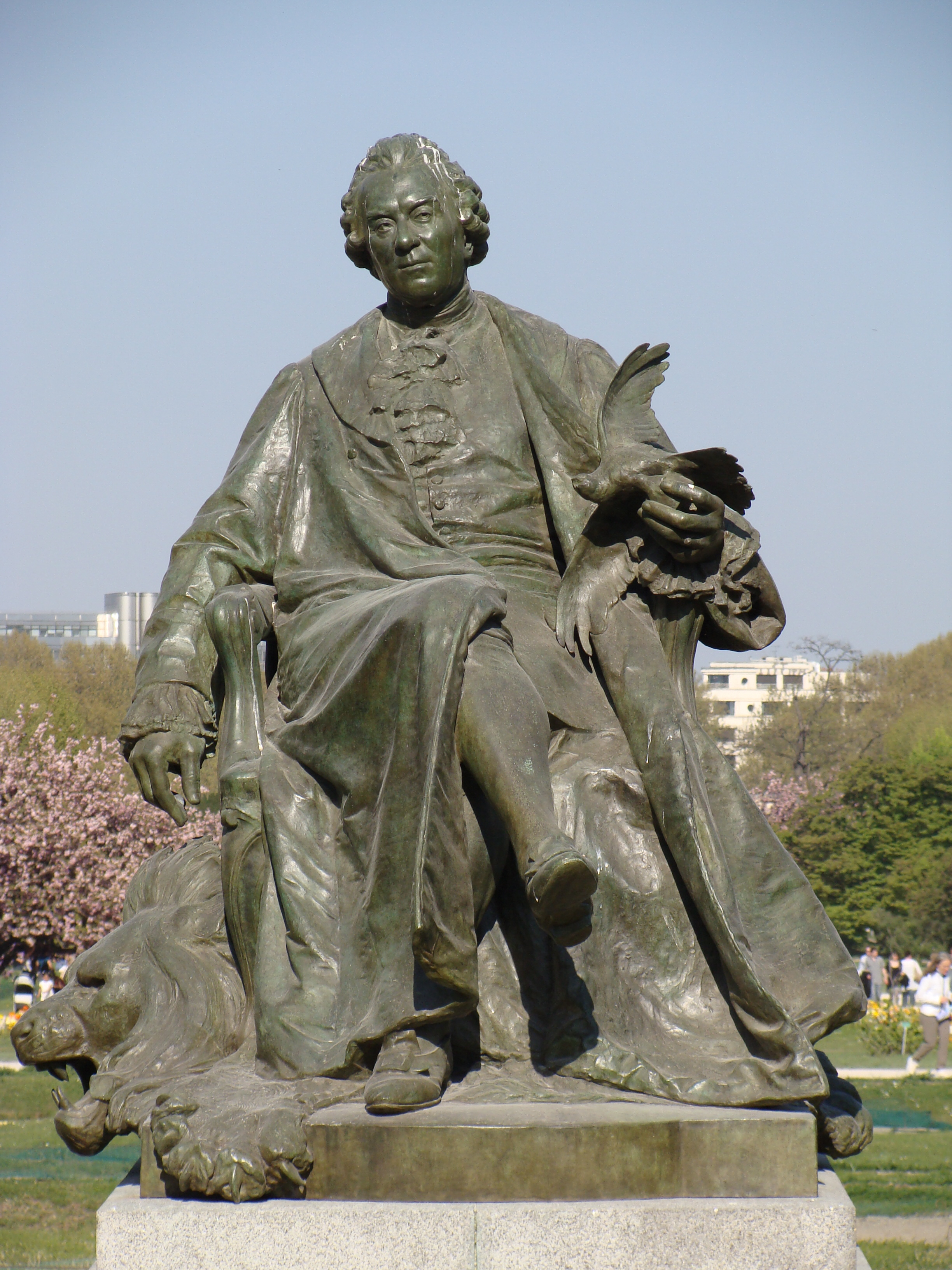
Estatua de Buffon en el Jardin de plantas, Jean Carlus, 1908

Dos edictos reales de Luis XIII de Francia, uno de 1626 y otro de 1635, crearon el Real Jardín de las Plantas Medicinales (en francés: Jardin royal des plantes médicinales), una de las más antiguas instituciones científicas de Francia. El superintendente y los principales responsables eran todos doctores en medicina. En el siglo XVIII, la actividad se transformó, pasando del arte de sanar mediante las plantas a la historia natural. La declaración del 31 de marzo de 1718 separó la función de primer médico del rey de la superintendencia del Jardín.
En 1739 fue nombrado superintendente Georges-Louis Leclerc de Buffon   (1707-1788), quién dirigió durante 50 años el Real Jardín de las Plantas Medicinales, conocido entonces como el Jardín del Rey (Jardin du Roi). La notoriedad internacional e intenso trabajo de Buffon hicieron del lugar uno de los faros científicos del siglo XVIII. A su muerte, en 1788, el Rey nombró a la cabeza del Jardín a un militar: Charles-François de Flahaut, conde de La Billarderie bajo la dirección del naturalista Louis Jean Marie Daubenton, pero el personal del Jardín, sobre todo los conservadores, hacen llegar su descontento al Rey, pero sin resultados.

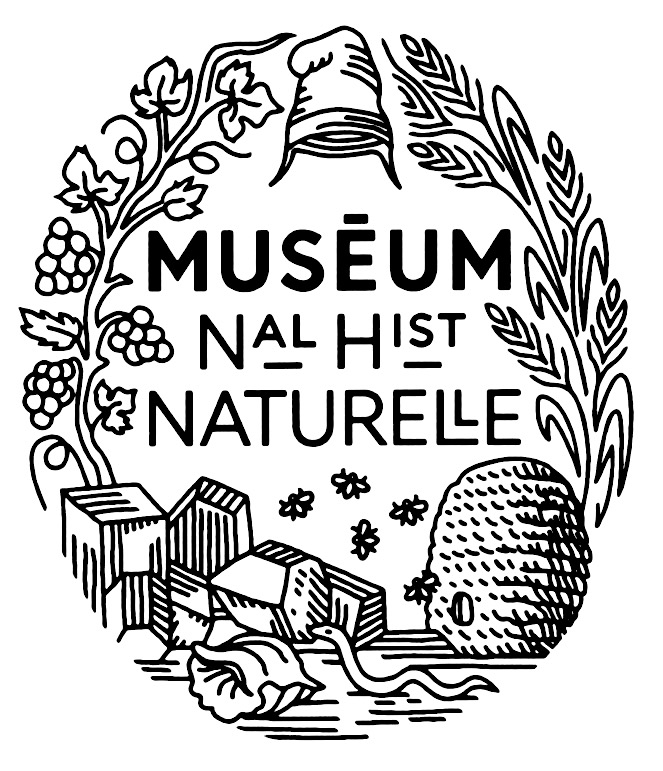
Logotipo del Museo. Data de la Revolución francesa y simboliza los reinos de la naturaleza, la libertad, el trabajo, y sus frutos.

### Revolución francesa
La Revolución francesa transformara profundamente el funcionamiento del Jardín. El 20 de agosto de 1790, un decreto de la Asamblea Nacional pidió a los conservadores redactar un proyecto para su reorganización. La primera Asamblea votó la sustitución del conde de La Billarderie y eligió por unanimidad a Daubenton como presidente. Este formó una comisión integrada por Antoine-François de Fourcroy, Bernard de Lacépède y Antoine Portal. Este último fue el encargado de redactar el reglamento de la nueva institución y de fijar el funcionamiento. También determinó las misiones del Museo: instruir al público pero también constituir una colección y participar activamente en la investigación científica. El cuerpo de profesores y su director, elegidos y renovados cada año garantizarían así la independencia de la investigación.
Sin embargo el proyecto no prosperó ya que la Asamblea Nacional no le dio curso. En 1791, La Billarderie renunció y fue reemplazado por Jacques-Henri Bernardin de Saint-Pierre y es en 1793 que Joseph Lakanal (1762-1845) aporta las colecciones del Príncipe de Condé, quién se encuentra con Daubenton y descubre el proyecto de 1790. Lakanal lo lleva inmediatamente a la Asamblea y al día siguiente, 10 de junio de 1793, donde obtuvo el voto del decreto que le da al Museo su existencia jurídica propia. 
El puesto de superintendente fue remplazado por la función de director. La antigua jerarquía, de conservadores y sub-conservadores fue abolida y se crearon doce puestos de profesores, que de manera igualitaria y colegial, aseguraban la dirección del Museo, mientras la enseñanza se repartió entonces en doce cátedras profesorales.

### SiglosXIXyXX
En la mitad del siglo XIX, el Museo conoció un periodo de gran prosperidad. Con la nominación en 1836 del químico Michel Eugène Chevreul (1786-1889), se vuelca como su rival la Faculté des sciences de Paris, hacia las ciencias experimentales. Este periodo tomó fin con la llegada de Alphonse Milne-Edwards, en 1890, y con la promulgación del decreto del 12 de diciembre de 1891 que firma el retorno forzado de la historia natural (esta política seguirá hasta los comienzos de la Segunda Guerra Mundial).
La ley de finanzas del 31 de diciembre de 1907 otorgó autonomía financiera del Museo dotándolo de un presupuesto propio que la institución administra y en el mismo año, Edmond Perrier, director del Museo, funda la Sociedad de Amigos del Museo Nacional de Historia Natural y del Jardín de las Plantas con el objetivo de aportar apoyo moral y financiero al Museo. Siendo una época en la que las colecciones del Museo aumentan considerablemente.
En paralelo, con el nuevo campo de actividades abierto por el colonialismo, el Museo comienza un movimiento de expansión fuera de la capital. Para favorecer la investigación marítima, implantó en 1928 su laboratorio marítimo en Saint-Servan, y después en Dinard. Su actividad botánica, siempre activa, extendió sus actividades en el Arboreto de Chèvreloup, en 1934. Heredó también la propiedad del entomologista Jean Henri Fabre en Sérignan-du-Comtat, cerca de Orange, en 1822. Después de la descolonización, el Museo concentró sus esfuerzos en la toma de conciencia de los grandes desequilibrios causados por la expansión humana.
En 1948 participó en la creación de la Unión Internacional para la Conservación de la Naturaleza (UICN). Más tarde, instala en sus muros un servicio de conservación de la naturaleza (1962), el Secretariado de la Flora y la Fauna (1979) y una delegación permanente al Medio Ambiente (1992) que desarrolla una aproximación genómicas de las relaciones hombre-naturaleza. 
Otras adquisiciones fuera de París: el Abri Pataud en Dordoña (1957), la Reserva Zoológica de la Haute-Touche en Indre (1958), el Jardín Botánico de Val Rahmeh en Menton (1966), la estación bio-vegetal de Cherré en Sarthe y la estación de biología marina de Concarneau (1996). En 1975, un plan de rehabilitación de locales y de reagrupamiento de laboratorios permite espectaculares realizaciones como la Zooteca Subterránea (1986) y la transformación de la antigua Galería de Zoología (1889) en la Gran Galería de la Evolución (1994).
El estatuto de 1985 puso fin al rol de administradores de los profesores e instituyó tres consejos que aseguraran la administración del Museo y reemplazasen la asamblea iniciada en 1793.

### sigloXXI
Recientemente, un decreto de 2001 creó niveles jerárquicos intermedios entre la dirección y la investigación, así como estructuras transversales para reforzar la coherencia de las acciones ligadas a las grandes misiones. El Museo tiene hoy en día un papel principal,  a nivel nacional e internacional, en el desarrollo de la Historia Natural.

## Directores del museo
- 1793-1794: Louis Jean-Marie Daubenton
- 1794-1795: Antoine-Laurent de Jussieu
- 1795-1796: Bernard de Lacépède
- 1796-1798: Louis Jean-Marie Daubenton
- 1798-1800: Antoine-Laurent de Jussieu
- 1800-1801: Antoine-François de Fourcroy
- 1802-1803: René Desfontaines
- 1804-1805: Antoine-François de Fourcroy
- 1806-1807: René Desfontaines
- 1808-1809: Georges Cuvier
- 1810-1811: René Desfontaines
- 1812-1813: André Laugier
- 1814-1817: André Thouin
- 1818-1819: André Laugier
- 1820-1821: René Desfontaines
- 1822-1823: Georges Cuvier
- 1824-1825: Louis Cordier
- 1826-1827: Georges Cuvier
- 1828-1829: René Desfontaines
- 1830-1831: Georges Cuvier
- 1832-1833: Louis Cordier
- 1834-1835: Adrien de Jussieu
- 1836-1837: Michel-Eugène Chevreul
- 1838-1839: Louis Cordier
- 1840-1841: Michel-Eugène Chevreul
- 1842-1843: Adrien de Jussieu
- 1844-1845: Michel-Eugène Chevreul
- 1846-1847: Adolphe Brongniart
- 1848-1849: Adrien de Jussieu
- 1850-1851: Michel-Eugène Chevreul
- 1852-1853: André Marie Constant Duméril
- 1854-1855: Michel-Eugène Chevreul
- 1856-1857: Marie Jean Pierre Flourens
- 1858-1859: Michel-Eugène Chevreul
- 1860-1861: Isidore Geoffroy Saint-Hilaire
- 1862-1879: Michel-Eugène Chevreul
- 1879-1891: Edmond Frémy
- 1891-1900: Alphonse Milne-Edwards
- 1900-1919: Edmond Perrier
- 1919-1931: Louis Mangin
- 1932-1936: Paul Lemoine
- 1936-1942: Louis Germain
- 1942-1949: Achille Urbain
- 1950-1950: René Jeannel
- 1951-1965: Roger Heim
- 1966-1970: Maurice Fontaine
- 1971-1975: Yves Le Grand
- 1976-1985: Jean Dorst
- 1985-1990: Philippe Taquet
- 1994-1999: Henry de Lumley
- 2002-2006: Bernard Chevassus-au-Louis
- 2006-2008: André Menez
- 2009-2015: Gilles Bœuf
- 2015-... : Bruno David[1]